# Stubbenkammer (Schiff, 1925)
Die Stubbenkammer war ein deutsches Seebäderschiff, das rund um Rügen im Einsatz war. Ab 1930 fuhr sie in norwegischen Gewässern als Sætre, nach 1945 als Masfjord und später unter verschiedenen anderen Namen im Passagier- und Frachtdienst.

## Geschichte
Die Stubbenkammer lief Anfang 1925 als Baunummer 719 bei den Stettiner Oderwerken vom Stapel. Auftraggeber war die Saßnitzer Dampfschiffsgesellschaft, die das Dampfschiff im Mai 1925 in Dienst stellte. Die Stubbenkammer wurde auf verschiedenen Routen rund um Rügen eingesetzt. Die Verbindung zwischen dem Greifswalder Hafen und Thiessow auf dem Mönchgut ermöglichte aus dem Süden kommenden Urlauber, schnell ihre Ferienorte zu erreichen. Es wurden auch Ausflugsfahrten zur Insel Hiddensee unternommen, obwohl das Schiff wegen seines Tiefgangs von 2,60 m nicht den Hafen von Kloster anlaufen konnte. Daher mussten die Fahrgäste im Libben auf ein Schiff der Genossenschaftsreederei Hiddensee umsteigen.
Ende der 1920er Jahre strandete die Stubbenkammer vor Saßnitz. 1929 wurde sie nach Oslo verkauft, wo sie nach Reparatur in der Nylands Verksted im Mai 1930 als Sætre auf der regelmäßigen Verbindung Oslo–Askerlandet–Sætre in Fahrt gebracht wurde. 1939 wurde sie an die Kongelig Norsk Marine verchartert, die sie als Wachschiff am Eingang zum Oslofjord in der Nähe von Færder einsetzte. Nach der Besetzung Norwegens durch die Wehrmacht wurde sie am 14. April 1940 in Tønsberg der deutschen Administration unterstellt.
Nach dem Zweiten Weltkrieg wurde die Sætre  in Trondheim dem bisherigen Eigner D/S A/S Asker, Røken & Hurum aus Oslo in stark reparaturbedürftigem Zustand zurückgegeben. Dieser verkaufte sie im Juli 1945 an die Lindås-Masfjordens Dampbaatlag A/S in Bergen. Diese setzte sie nach Reparatur und Umbau als Masfjord ab November 1945 im Liniendienst zwischen Bergen und Nordhordland ein. Nachdem die Eigentümergesellschaft im April 1951 in die A/S Bergen Nordhordland Trafikklag fusionierte, wurde die Masfjord als Reserveschiff aufgelegt.
Im Juli 1953 wurde das Schiff verkauft und nach weiteren Besitzerwechsel schließlich bei der Thaules Mek. Verksted in Avaldsnes auf Karmøy und bei A/S Haugesund Slip in Haugesund zum Frachtschiff umgebaut und erhielt einen Schiffsdieselmotor. 1954 wurde sie als Aalfjord in Fahrt gebracht und im September für den Frachtdienst zwischen Trondheim und Steinkjer verchartert. Bei einem weiteren Umbau 1958 auf der Ørens Mek. Verksted in Trondheim wurden Passagierunterkünfte installiert. 1963 wurde ein neuer Motor eingebaut. Im Dezember 1968 wurde sie aus dem Fracht- und Passagierdienst genommen und im Januar 1969 an Erling Solheim in Haukøy im Tysfjord verkauft. Nach der Entfernung der Passagierunterkünfte fuhr sie im Küstendienst. 1974, 1975 und 1976 erfolgten weitere Besitzerwechsel. 1979 wurde das Schiff von der Mathiassen Mek. Verksted in Harstad übernommen, da der bisherige Eigner die Kosten der Schiffsklassifikation nicht bezahlen konnte. Das Schiff wurde aufgelegt und gelegentlich für verschiedene Arbeiten benutzt. 1989 sank das Schiff vor Harstad und wurde aus dem norwegischen Schiffsregister gestrichen.

## Technik
Eine Dreifachexpansions-Dampfmaschine mit 320 PS Leistung trieb einen Propeller an. Damit erreichte das Schiff eine Geschwindigkeit von 8,5 kn. Beim Umbau 1945 wurde einer der beiden Schornsteine entfernt. Beim Umbau zum Frachtschiff 1953/54 wurde die Dampfmaschine durch einen Zweizylinder-Motor mit 200 bhp von Bolinder (Baujahr 1942) ersetzt. Die Neuvermessung wurde mit 166 BRT, 79 NRT und 200 tdw angegeben. Auf der Hommelvik Verft wurde der Motor 1963 gegen zwei Volvo Penta 6-Zylinder-Dieselmotoren mit zusammen 400 bhp ausgetauscht.
Bei der Indienststellung wurde die Zahl der Passagiere mit 500 angegeben. In Norwegen war das Schiff ab 1930 mit 334 Fahrgästen registriert. Nach dem Umbau zum Frachtschiff bestanden von 1958 bis 1969 Unterkünfte für 150 Passagiere an Bord.